# Marisa Barroso
Beatriz Azevedo de Brito (Rio de Janeiro, 17 de fevereiro de 1932), mais conhecida pelo pseudônimo Marisa Barroso, é uma cantora brasileira.

## Carreira
Descoberta por Ary Barroso. Gravou em 1960, os sambas-canção "Canção do Amor que Não Aconteceu", de Laura Miranda e Otávio Ferreira e "Que Pena", de Antônio Bruno, todos pela Copacabana. Do mesmo ano, Marisa foi escolhida pela crítica especializada como a "Cantora revelação".
Em 1962, Marisa obteve sucesso com as gravações de "A Mesma Rosa Amarela", composta por Capiba e Carlos Pena Filho e "Bronzes e Cristais", de Alcyr Pires Vermelho e Nazareno de Brito. Fez temporada em Portugal no ano de 1964. Pela gravadora CBS, gravou um LP com o maestro e instrumentista Astor Silva.